# Un espía perfecto
Un espía perfecto (1986) obra del británico John le Carré donde se intentan encontrar algunas razones sociales, familiares y políticas de ser espía y las consecuencias de esta responsabilidad.

## Argumento
Magnus Pym, agente del Servicio Secreto británico, desaparece sin comunicarse siquiera con su esposa, Mary. Jack Brotherhood, jefe y amigo de Pym durante más de treinta años, inicia inmediatamente una búsqueda a fin de poder salvar a Magnus antes de que su huida sea descubierta. Un agente norteamericano, también amigo de Pym, trata a su vez de capturar al británico para obtener un ansiado ascenso. No sólo  ingleses y norteamericanos buscan a Magnus: espías checos, a quienes Pym pasaba información, se muestran igualmente desconcertados ante su desaparición. 
Durante quince años, Pym ha dividido su tiempo entre su hogar en Viena – Donde trabaja para el servicio de la Embajada británica – y una modesta casa de huéspedes situada en la costa de Inglaterra, lugar al que acude a descansar bajo un nombre supuesto.
Es allí donde Magnus escribe una larga carta a su hijo Tom, relatándole diversos acontecimientos de su vida, a fin de hacerle comprender las razones que motivaron su conducta.¹
- Wikiquote alberga frases célebres de o sobre Un espía perfecto.

¹Contraportada Un espía perfecto, Plaza & Janes Editores.1986
- Datos: Q688963